# Столітня медаль

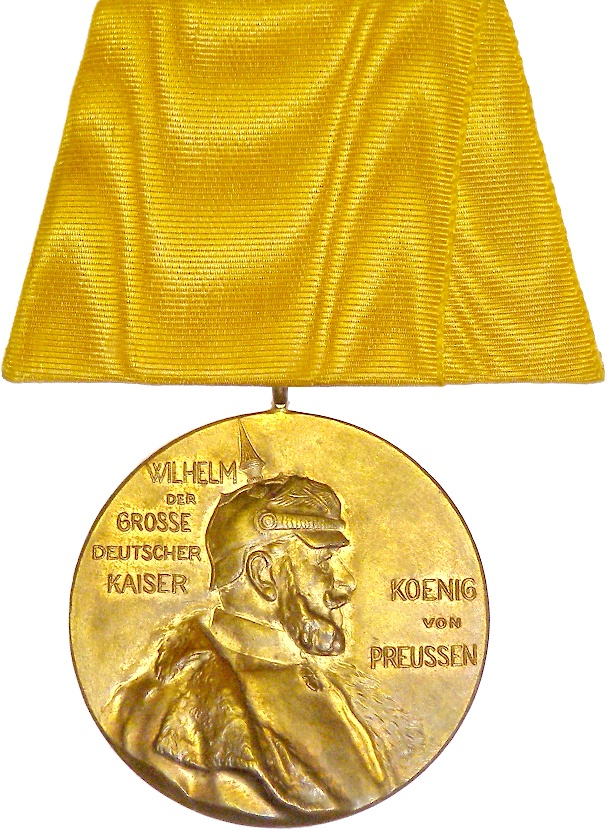
Аверс медалі.

Столітня медаль (нім. Zentenarmedaille) — нагорода Німецької імперії, заснована імператором Вільгельмом II 22 березня 1897 року з нагоди 100-річчя з дня народження його діда Вільгельма I.

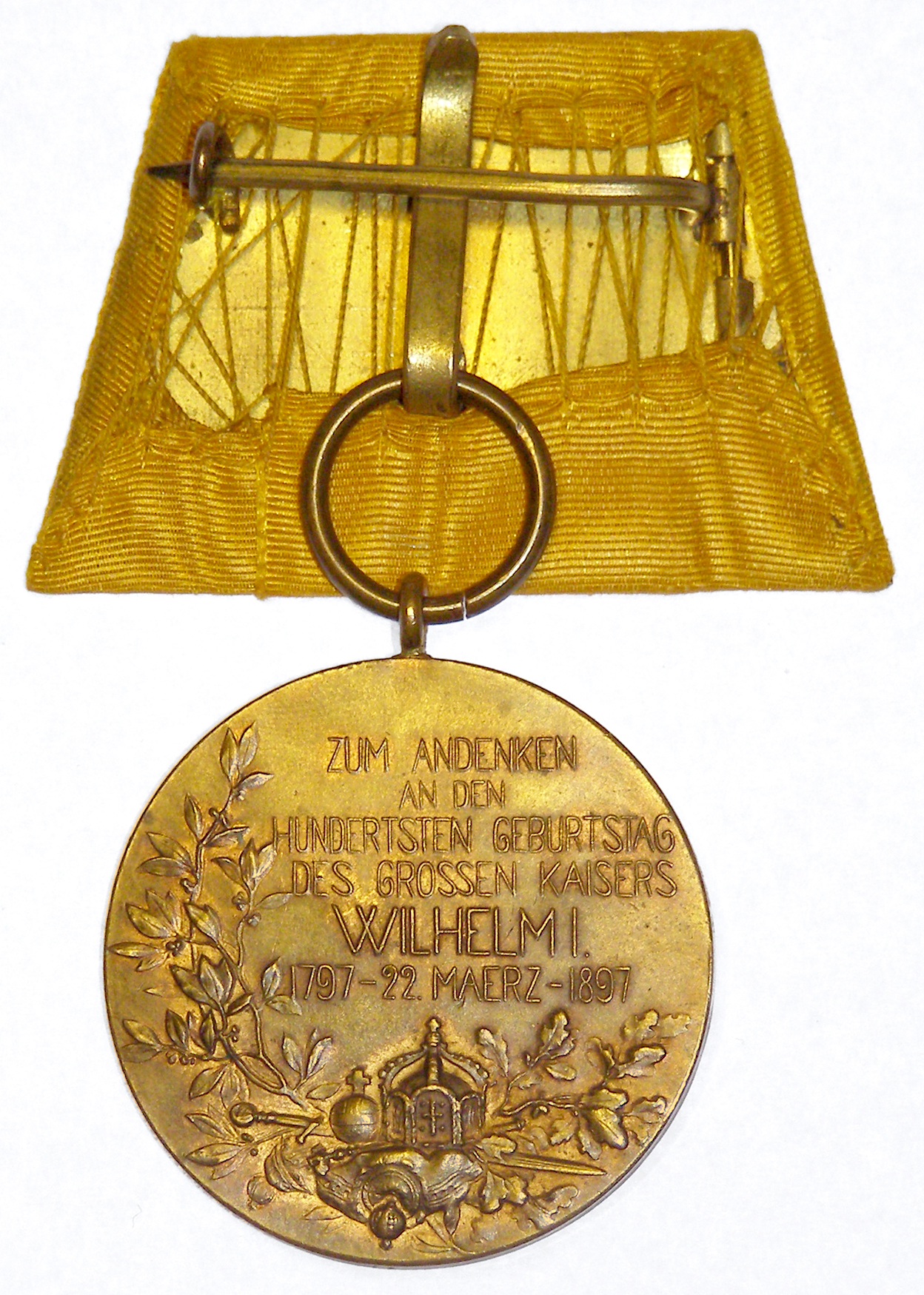
Реверс медалі.

Повна офіційна назва медалі — Медаль «У пам'ять Його Величності Високомудрого Імператора і Короля Вільгельма I Великого» (нім. Medaille zur Erinnerung an des Hochseligen Kaisers und Königs Wilhelm I., des Großen, Majestät).

## Опис
Кругла бронзова медаль діаметром 40 мм. На аверсі зображений профіль Вільгельма I у шоломі та військовій формі. З лівого боку зображення — напис WILHELM / DER / GROSSE / DEUTSCHER / KAISER (укр. Вільгельм Великий, німецький імператор), з правого — напис KOENIG / VON / PREUSSEN (Король Прусський). На реверсі — напис ZUM ANDENKEN / AN DEN / HUNDERTSTEN GEBURTSTAG / DES GROSSEN KAISERS / WILHELM I. / 1797 - 22. MAERZ - 1897 (укр. У пам'ять 100-річчя з дня народження Великого Імператора Вільгельма I. 1797 — 22 березня 1897). Під написом зображені лаврова і дубова гілки, а також імперські корона меч і скіпетр на подушці.
Медаль носили на лівому боці грудей на лимонно-жовтій стрічці шириною 37 мм. Через колір стрічки медаль отримала прізвисько Лимонний орден (нім. Zitronen-Orden).
Існували неофіційні копії медалі з трішки зміненим дизайном і меншим діаметром від 30 до 33 мм.

## Умови нагородження
Медаль отримали всі державні та університетські службовці, а також військовики усіх рангів сухопутних військ і ВМС, які перебували на дійсній службі на момент заснування нагороди. Також медаль отримали ветерани наступних війн: Дансько-пруська війна (1848—1850), Друга війна за Шлезвіг, Австро-прусська війна і Французько-прусська війна.

## Фотографії нагороджених

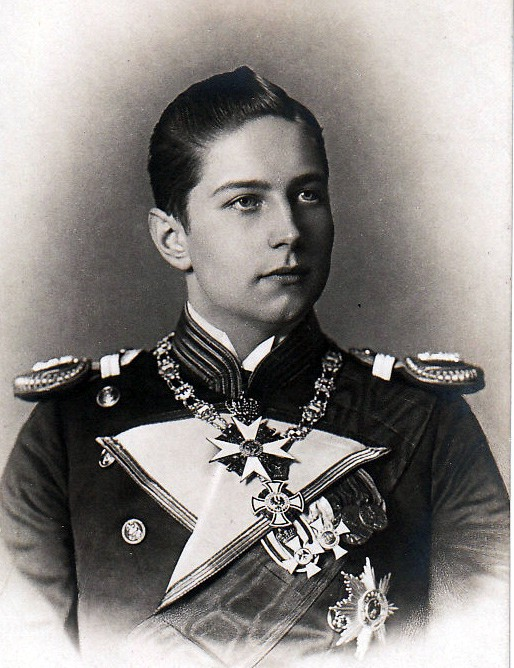
Принц Адальберт Фердинанд Прусський.
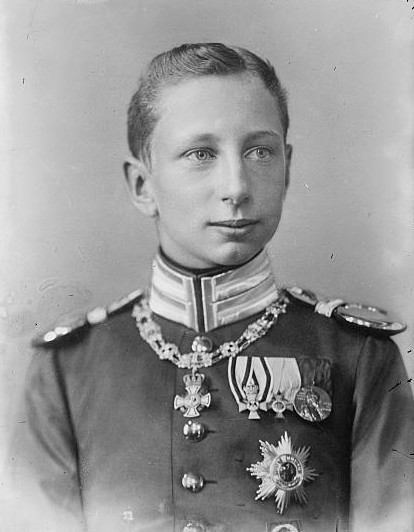
Принц Йоахім Прусський.